# Smrkovec (Hradešice)
Smrkovec (německy Smrkowetz, v letech 1939–1945 Fichtich) je malá vesnice, část obce Hradešice v okrese Klatovy v Plzeňském kraji. Nachází se asi dva kilometry severně od Hradešic. Smrkovec leží v katastrálním území Smrkovec u Hradešic o rozloze 3,53 km².

## Historie
První písemná zmínka o vesnici pochází z roku 1366.

## Obyvatelstvo
| Rok            | 1869 | 1880 | 1890 | 1900 | 1910 | 1921 | 1930 | 1950 | 1961 | 1970 | 1980 | 1991 | 2001 | 2011 | 2021 |
| -------------- | ---- | ---- | ---- | ---- | ---- | ---- | ---- | ---- | ---- | ---- | ---- | ---- | ---- | ---- | ---- |
| Počet obyvatel | 223  | 263  | 228  | 209  | 232  | 207  | 164  | 146  | 127  | 129  | 109  | 93   | 82   | 76   | 78   |
| Počet domů     | 29   | 31   | 32   | 33   | 35   | 35   | 35   | 35   | 32   | 31   | 30   | 35   | 34   | 35   | 36   |

## Obecní správa
Při sčítání lidu v letech 1850–1879 Smrkovec byl osadou obce Hradešice v okrese Strakonice. V letech 1880–1963 byl samostatnou obcí, se kterým patřil nejprve do okresu Strakonice, ale v roce 1950 v okrese Horažďovice. Od roku 1964 je opět částí obce Hradešice v okrese Klatovy.

## Fotogalerie

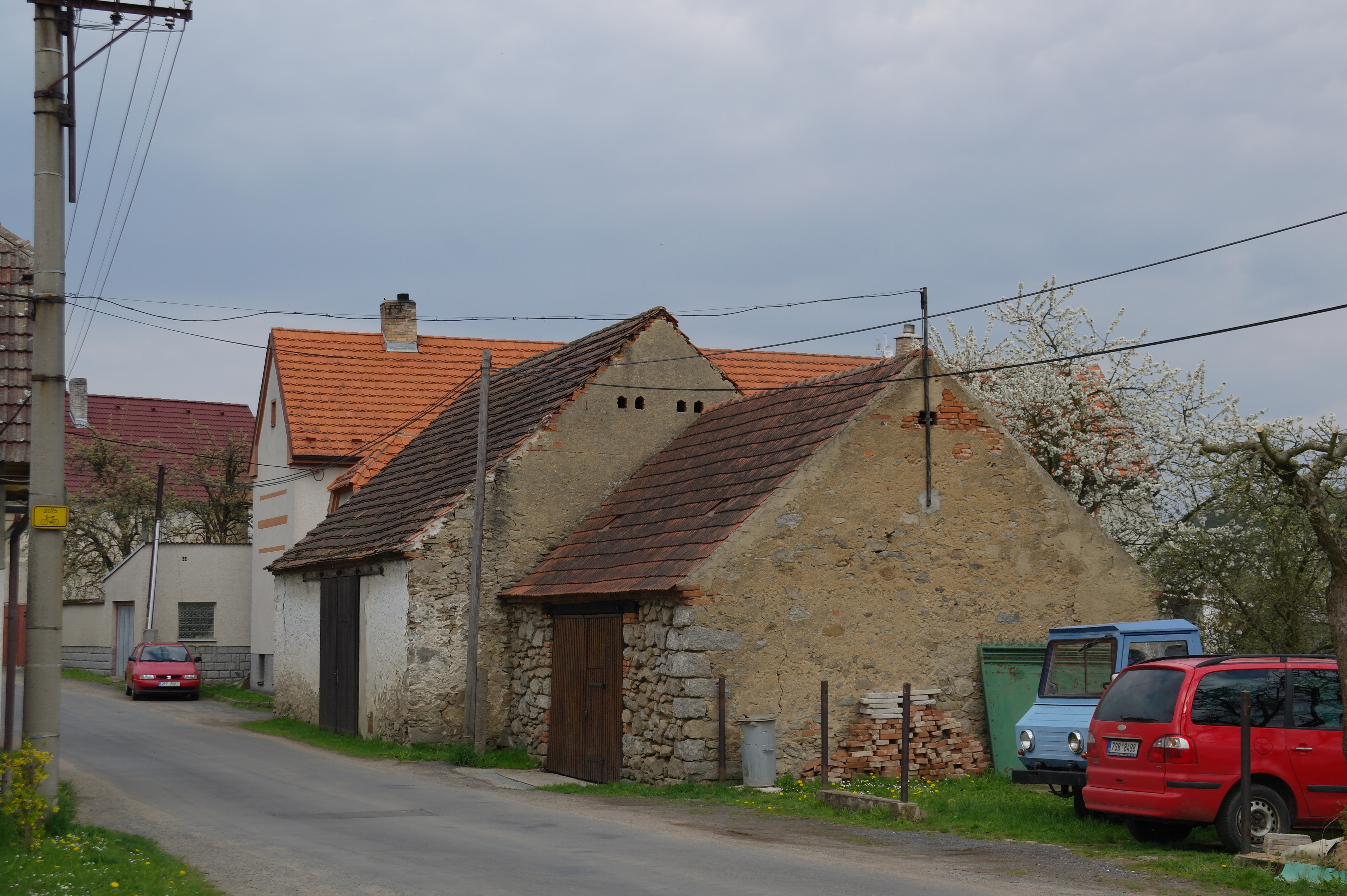
Místní domy
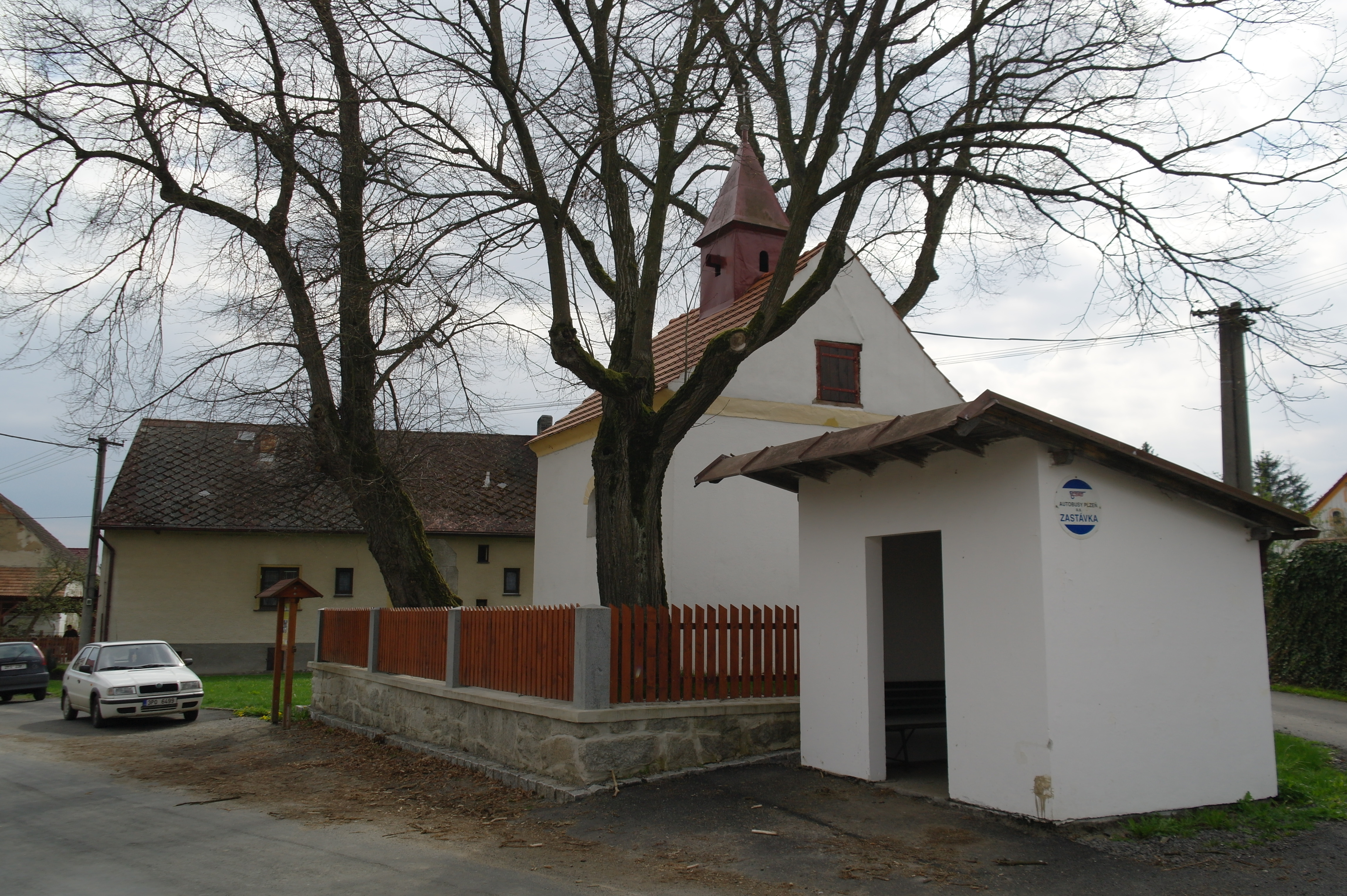
Kaple se zastávkou
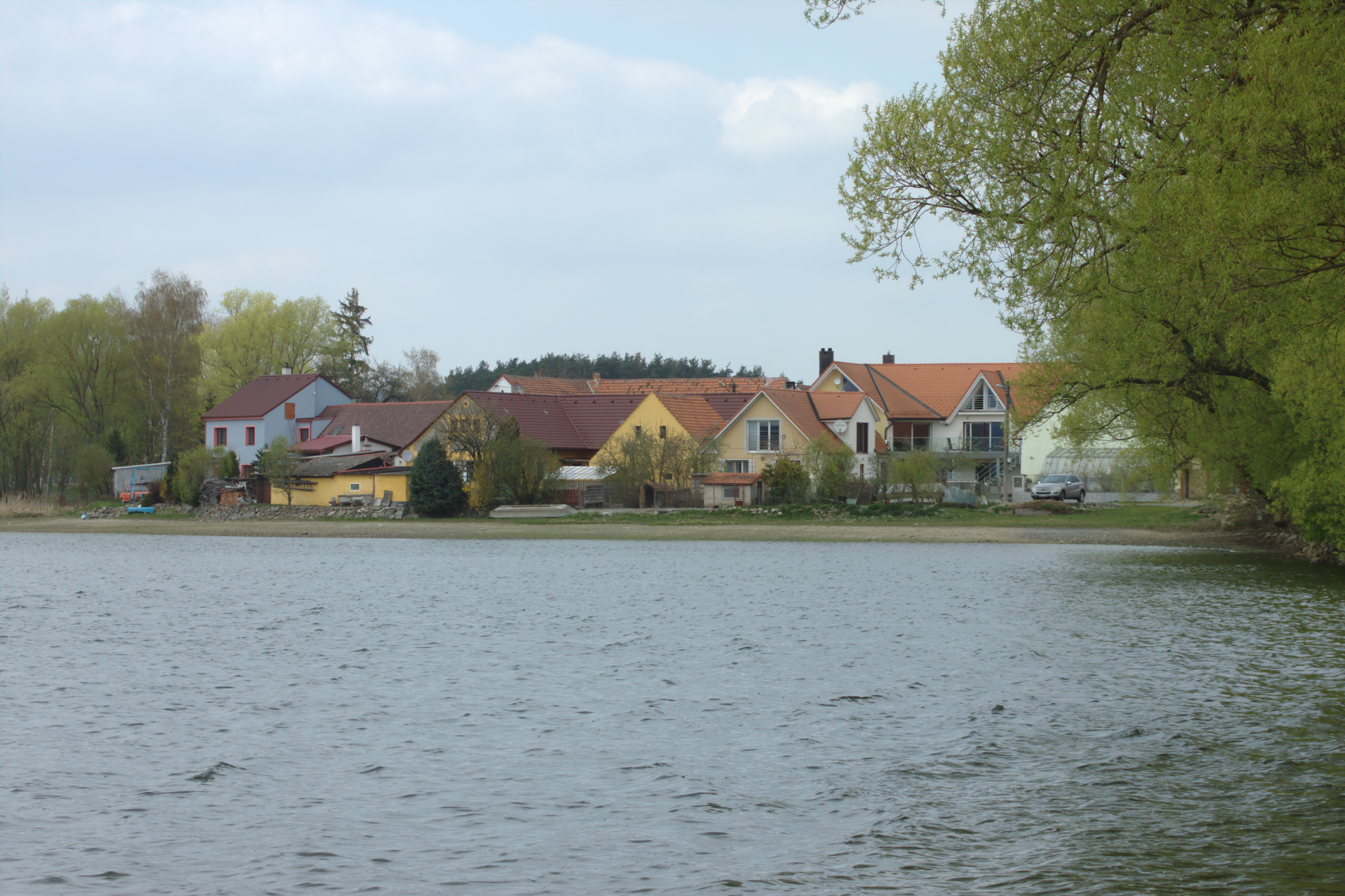
Rybník